# Myszoskoczka
Myszoskoczka (Gerbillus) – rodzaj ssaków z podrodziny myszoskoczków (Gerbillinae) w obrębie rodziny myszowatych (Muridae).

## Rozmieszczenie geograficzne
Rodzaj obejmuje gatunki występujące na suchych, pustynnych regionach w Afryce, Bliskim i Środkowym Wschodzie.

## Morfologia
Długość ciała (bez ogona) 51–222 mm, długość ogona 53–180 mm, długość ucha 7–20 mm, długość tylnej stopy 15–38 mm; masa ciała 7–67 g.

## Nazwa zwyczajowa
W przeszłości nazwą „myszoskoczka” określano w Polsce różne gryzonie:
- suwaka tłustego (Meriones crassus) – gatunek myszoskoczki z rodzaju Meriones[12]
- suwaka pustynnego (Meriones meridianus) – gatunek myszoskoczki z rodzaju Meriones[13]
- myszoskoczkę małą (Gerbillus gerbillus) – gatunek myszoskoczki z rodzaju Gerbillus[14][15][12]

Ostatecznie w wydanej w 2015 roku przez Muzeum i Instytut Zoologii Polskiej Akademii Nauk publikacji „Polskie nazewnictwo ssaków świata” nazwę myszoskoczka przypisano rodzajowi Gerbillus, zaś wspomniane gatunki gryzoni otrzymały odmienne nazwy.

## Systematyka
Rodzaj zdefiniował w 1804 roku francuski zoolog Anselme Gaëtan Desmarest w rozdziale poświęconym klasyfikacji ssaków opublikowanym w „Nowym Słowniku Historii Naturalnej”. Desmarest wymienił trzy gatunki – Dipus canadensis Davies, 1798 (= Dipus Hudsonius E.A.W. Zimmermann, 1780, Gerbillus aegyptius Desmarest, 1804 (= Dipus gerbillus Olivier, 1800) i Dipus pyramidum É. Geoffroy Saint-Hilaire, 1803 (= Dipus pyramidum É. Geoffroy Saint-Hilaire, 1803) – z których gatunkiem typowym jest (późniejsze oznaczenie) Gerbillus aegyptius Desmarest, 1804 (= Dipus gerbillus Olivier, 1800) (myszoskoczka mała).

### Taksonomia
Systematyka rodzaju Gerbillus jest słabo zbadana. W 2010 roku tunezyjscy naukowcy z Laboratoire d'Ecologie Animale: Awatef Abiadh, M’barek Chetoui, Taher Lamine-Cheniti, Ernesto Capanna i Paolo Colangelo, opublikowali wyniki badań filogenetycznych z wykorzystaniem mitochondrialnego genu cytochromu b populacji sześciu gatunków myszoskoczek z rodzaju Gerbillus zamieszkujących na terenie Tunezji. Naukowcy wskazali konieczność rewizji dotychczasowego podziału systematycznego, oraz włączenie do Gerbillus w randze podrodzaju myszoskocz (Dipodillus) – kladu, który funkcjonował dotychczas jako rodzaj w podrodzinie myszoskoczków. Dipodillus obejmuje gatunki zamieszkujące tereny północnej Afryki: myszoskocz okazały (Gerbillus campestris) i myszoskocz krótkoogonowy (Gerbillus simoni).
Gatunkiem bazalnym rodzaju Gerbillus jest G. nanus.
Kladogram z zaznaczeniem pozycji filogenetycznej tunezyjskich Gerbillus według Abiadh, Chetoui, Lamine-Cheniti i Capanna (2010):
|  | \| \| G. latastei \| \| \| \| \| \| G. tarabuli \| \| \| \| |
|  |                                                             |
|  | G. gerbillus                                                |
|  |                                                             |
|  | G. latastei                                                 |
|  |                                                             |
|  | G. tarabuli                                                 |
|  |                                                             |

|  | G. latastei |
|  |             |
|  | G. tarabuli |
|  |             |

|  | \| \| G. latastei \| \| \| \| \| \| G. tarabuli \| \| \| \| |
|  |                                                             |
|  | G. gerbillus                                                |
|  |                                                             |
|  | G. latastei                                                 |
|  |                                                             |
|  | G. tarabuli                                                 |
|  |                                                             |

|  | G. latastei |
|  |             |
|  | G. tarabuli |
|  |             |

|  | G. campestris |
|  |               |
|  | G. simoni     |
|  |               |

|  | \| \| G. latastei \| \| \| \| \| \| G. tarabuli \| \| \| \| |
|  |                                                             |
|  | G. gerbillus                                                |
|  |                                                             |
|  | G. latastei                                                 |
|  |                                                             |
|  | G. tarabuli                                                 |
|  |                                                             |

|  | G. latastei |
|  |             |
|  | G. tarabuli |
|  |             |

|  | \| \| G. latastei \| \| \| \| \| \| G. tarabuli \| \| \| \| |
|  |                                                             |
|  | G. gerbillus                                                |
|  |                                                             |
|  | G. latastei                                                 |
|  |                                                             |
|  | G. tarabuli                                                 |
|  |                                                             |

|  | G. latastei |
|  |             |
|  | G. tarabuli |
|  |             |

|  | G. campestris |
|  |               |
|  | G. simoni     |
|  |               |

### Etymologia
- Gerbillus: fr. gerboa lub jerboa ‘myszoskoczek’, od arab. ‏جَرْبُوع‎ jarbū ‘mięśnie grzbietu i lędźwi’; łac. przyrostek zdrabniający -illus[18].
- Dipodillus: rodzaj Dipus E.A.W. Zimmermann, 1780 (skoczek); łac. przyrostek zdrabniający -illus[19]. Gatunek typowy: Lataste wymienił dwa gatunki – Gerbillus campestris Loche, 1867 i Gerbillus simoni Lataste, 1881 – z któreych gatunkiem typowym jest (późniejsze oznaczenie) Gerbillus simoni Lataste, 1881.
- Endecapleura i Hendecapleura: gr. ενδεκα endeka ‘jedenaście’; πλευρα pleura ‘żebro’[20]. Gatunek typowy (oryginalne oznaczenie): Gerbillus garamantis Lataste, 1881.
- Monodia: Théodore André Monod (1902–2000), francuski przyrodnik[5]. Gatunek typowy (oznaczenie monotypowe): Monodia mauritaniae Heim de Balsac, 1943.
- Petteromys: Francis Petter (1923–2012), francuski zoolog; gr. μυς mus, μυος muos ‘mysz’[6]. Gatunek typowy: Meriones dasyurus Wagner, 1842.

### Podział systematyczny
Do rodzaju należą następujące występujące współcześnie gatunki zgrupowane w kilku podrodzajach:
| Podrodzaj      | Grafika | Gatunek                | Autor i rok opisu                          | Nazwa zwyczajowa            | Podgatunki         | Rozmieszczenie geograficzne | Podstawowe wymiary                                 | Status IUCN |
| -------------- | ------- | ---------------------- | ------------------------------------------ | --------------------------- | ------------------ | --- | -------------------------------------------------- | ----------- |
| Hendecapleura  |         | Gerbillus poecilops    | Yerbury & O. Thomas, 1895                  | myszoskoczka adeńska        | gatunek monotypowy | przybrzeżne górzyste regiony w południowo-zachodniej Arabii Saudyjskiej i zachodnim Jemenie | DC: 15–22 cm DO: 7,2–11,5 cm MC: brak danych       | LC          |
| Hendecapleura  |         | Gerbillus henleyi      | (de Winton, 1903)                          | myszoskoczka karłowata      | 2 podgatunki       | Afryka Północna od Sahary Zachodniej i Maroka na wschód do Egiptu, na południe od Sahary od południowej Mauretanii i północnego Senegalu na wschód do północnego Sudanu, Azja Zachodnia oraz nieregularnie na Półwyspie Arabskim i w Dżibuti | DC: 5,5–7,3 cm DO: 7,3–10,7 cm MC: 8–14 g          | LC          |
| Hendecapleura  |         | Gerbillus syrticus     | Misonne, 1974                              | myszoskoczka piaskowa       | gatunek monotypowy | endemit Libii (znany tylko z miejsca typowego w pobliżu Nofilii) | DC: około 5,1 cm DO: około 5,3 cm MC:brak danych   | NE          |
| Hendecapleura  |         | Gerbillus nanus        | Blanford, 1875                             | myszoskoczka beludżystańska | 4 podgatunki       | Egipt (Synaj), Izrael, Jordania, Półwysep Arabski, Irak na wschód do północno-zachodnich Indii; zakres wysokości: 0–1000 m n.p.m. | DC: 7,2–11 cm DO: 8–14,5 cm MC: 14–29 g            | LC          |
| Hendecapleura  |         | Gerbillus pusillus     | W. Peters, 1878                            | myszoskoczka drobna         | gatunek monotypowy | Etiopia, półudniowo-wschodni Sudan Południowy, zachodnia Kenia, północno-środkowa Tanzania i południowo-zachodnia Somalia | DC: 5,4–7,7 cm DO: 8,2–11,5 cm MC: brak danych     | LC          |
| Hendecapleura  |         | Gerbillus garamantis   | Lataste, 1881                              | myszoskoczka algierska      | gatunek monotypowy | endemit Algierii (znany tylko z Sidi Roueld (Warkala)) | DC: 7,4–7,8 cm DO: około 11,5 cm MC: brak danych   | NE          |
| Hendecapleura  |         | Gerbillus grobbeni     | Klaptocz, 1909                             | myszoskoczka plażowa        | gatunek monotypowy | endemit Libii (znany tylko z Dernah (Cyrenajka) | DC: około 8,3 cm DO: około 12 cm MC: brak danych   | DD          |
| Hendecapleura  |         | Gerbillus principulus  | (O. Thomas & Hinton, 1923)                 | myszoskoczka przednia       | gatunek monotypowy | endemit Sudanu (znany z 2 pobliskich miejsc w Dżabal Meidob) | DC: około 7,3 cm DO: około 11,5 cm MC: brak danych | DD          |
| Hendecapleura  |         | Gerbillus watersi      | de Winton, 1901                            | myszoskoczka samotna        | gatunek monotypowy | piaszczysta siedliska w północno-wschodnim Sudanie, południowo-wschodnim Dżibuti i Somalii | DC: 7–9,6 cm DO: 9–12,5 cm MC: 14–20 g             | LC          |
| Hendecapleura  |         | Gerbillus brockmani    | (O. Thomas, 1910)                          | myszoskoczka wyżynna        | gatunek monotypowy | endemit Somalii (znany tylko z Burco) | DC: 7,1–8,4 cm DO: 10,6–11,7 cm MC: brak danych    | DD          |
| Hendecapleura  |         | Gerbillus muriculus    | (O. Thomas & Hinton, 1923)                 | myszoskoczka darfurska      | gatunek monotypowy | endemit Sudanu (znany tylko z miejsca typowego w północnym Darfurze); zakres wysokości: około 885 m n.p.m. | DC: około 6,5 cm DO: około 8,2 cm MC: brak danych  | DD          |
| Hendecapleura  |         | Gerbillus vivax        | (O. Thomas, 1902)                          |                             | gatunek monotypowy | endemit Libii (Ain Hammam (w pobliżu Sokna) i Sebha) | DC: około 7,5 cm DO: około 10,6 cm MC: brak danych | NE          |
| Hendecapleura  |         | Gerbillus amoenus      | (de Winton, 1902)                          | myszoskoczka powabna        | gatunek monotypowy | Afryka Północna od Mauretanii na wschód do Egiptu | DC: 7–10,5 cm DO: 9–14,5 cm MC: 11–36 g            | LC          |
| Hendecapleura  |         | Gerbillus mesopotamiae | D.L. Harrison, 1956                        | myszoskoczka mezopotamska   | gatunek monotypowy | doliny rzek Tygrys, Eufrat i Karun (skrajnie wschodnia Syria, Irak i południowo-zachodni Iran) | DC: 7,5–9,1 cm DO: 8,5–12,1 cm MC: brak danych     | LC          |
| Hendecapleura  |         | Gerbillus famulus      | Yerbury & O. Thomas, 1895                  | myszoskoczka jemeńska       | gatunek monotypowy | endemit Jemenu (skaliste wzgórza z niską roślinnością) | DC: 8,6–10,5 cm DO: 12,8–15 cm MC: 24–38 g         | LC          |
| Gerbillus      |         | Gerbillus nancillus    | O. Thomas & Hinton, 1923                   | myszoskoczka prosowa        | gatunek monotypowy | rozproszone populacje na sahelijskich sawannach w Senegalu, Mali, Nigrze i Sudanie, także w południowo-wschodnim Egipcie | DC: 5,5–6,9 cm DO: 7,6–8,9 cm MC: 7–11 g           | DD          |
| Gerbillus      |         | Gerbillus cheesmani    | O. Thomas, 1919                            | myszoskoczka okularowa      | 3 podgatunki       | Jordania, Półwysep Arabski, Irak i południowy Iran; zakres wysokości: 0–1240 m n.p.m. | DC: 7,4–10,3 cm DO: 9,4–14,6 cm MC: 17–35 g        | LC          |
| Gerbillus      |         | Gerbillus aquilus      | Schlitter & Setzer, 1972                   | myszoskoczka śniada         | gatunek monotypowy | południowo-wschodni Iran, południowy Afganistan i południowo-zachodni Pakistan (Beludżystan) | DC: 9,4–10,3 cm DO: 12,2–15,1 cm MC: brak danych   | LC          |
| Gerbillus      |         | Gerbillus gerbillus    | (Olivier, 1800)                            | myszoskoczka mała           | gatunek monotypowy | Afryka Północna od Maroka i Mauretanii na wschód do Egiptu, północnego Sudanu, południowo-zachodniego Izraela, Palestyny i południowo-zachodniej Jordanii; prawdopodobnie północna Erytrea                                                   | DC: 7–10,5 cm DO: 9–13,6 cm MC: 14–35 g            | LC          |
| Gerbillus      |         | Gerbillus andersoni    | de Winton, 1902                            | myszoskoczka wydmowa        | 2 podgatunki       | przybrzeżna Afryka Północna od Tunezji na wschód do Egiptu, Izraela, Palestyny i zachodniej Jordanii | DC: 7–11,5 cm DO: 9–13,5 cm MC: 16–38 g            | LC          |
| Gerbillus      |         | Gerbillus nigeriae     | O. Thomas & Hinton, 1920                   | myszoskoczka sahelska       | gatunek monotypowy | zachodnia Mauretania, półncona Senegal, Mali, Nigewr, północne Burkina Faso, północna Nigeria i zachodni Czad | DC: 7,4–10,6 cm DO: 10,4–16 cm MC: 14–43 g         | LC          |
| Gerbillus      |         | Gerbillus latastei     | O. Thomas & Trouessart, 1903               | myszoskoczka włosostopa     | gatunek monotypowy | od Hadjeb El Djmel (północno-środkowa Algieria) na wschód przez Tunezję do północnej Libii | DC: 9,8–12 cm DO: 11–14,4 cm MC: 34–50 g           | DD          |
| Gerbillus      |         | Gerbillus hesperinus   | Cabrera, 1936                              | myszoskoczka marokańska     | gatunek monotypowy | endemit Maroka (znany tylko z miejsca typowego w As-Suwajrze) | DC: 9–11,4 cm DO: 9,8–12 cm MC: brak danych        | EN          |
| Gerbillus      |         | Gerbillus hoogstraali  | Lay, 1975                                  | myszoskoczka zwinna         | gatunek monotypowy | endemit Maroka (piaszczyste gleby w dolinie Sus | DC: 8–10 cm DO: 10,3–13 cm MC: 22–30 g             | VU          |
| Gerbillus      |         | Gerbillus floweri      | O. Thomas, 1919                            | myszoskoczka synajska       | gatunek monotypowy | obie strony Delty Nilu i półwysep Synaj (północny Egipt), Negew i przybrzeżne równiny (południowy Izrael i Palestyna) | DC: 9,5–13 cm DO: 13–15,8 cm MC: 26–63 g           | LC          |
| Gerbillus      |         | Gerbillus pyramidum    | (É. Geoffroy Saint-Hilaire, 1803)          | myszoskoczka egipska        | 3 podgatunki       | Mali i Niger na wschód przez Czad do północnego Sudanu i Egiptu, także zachodnia Mauretania | DC: 10,2–13,5 cm DO: 12,8–18 cm MC: 37–67 g        | LC          |
| Gerbillus      |         | Gerbillus acticola     | O. Thomas, 1918                            | myszoskoczka berberyjska    | gatunek monotypowy | endemit Sudanu (suche przybrzeżne równiny na północnym zachodzie); zakres wysokości: poniżej 1000 m n.p.m. | DC: 9–10,4 cm DO: 12,4–14,2 cm MC: brak danych     | DD          |
| Gerbillus      |         | Gerbillus occiduus     | Lay, 1975                                  | myszoskoczka zachodnia      | gatunek monotypowy | endemit Maroka (wybrzeże od 80 km na południowy zachód od Kulmimu na południe od gór Antyatlas do Tarfaii | DC: 7,5–9,9 cm DO: 9,8–12,6 cm MC: brak danych     | DD          |
| Gerbillus      |         | Gerbillus tarabuli     | O. Thomas, 1902                            | myszoskoczka pustynna       | gatunek monotypowy | od południowego Maroka na wschód do północnej Tunezji i środkowej Libii, na południe do północnego Senegalu, Mali (na północ od rzeki Niger) i północno-zachodni Czad                                                                        | DC: 8,4–11,7 cm DO: 10,7–15,5 cm MC: 19–46 g       | LC          |
| Gerbillus      |         | Gerbillus agag         | O. Thomas, 1903                            | myszoskoczka skąpa          | 3 podgatunki       | Mali, południowy Niger, północna Nigeria, skrajnie północny Kamerun, zachodnio-środkowy Czad, Sudan, skrajnie południowo-wschodni Sudan Południowy i zachodnia Kenia                                                                         | DC: 9–13,5 cm DO: 10–14,3 cm MC: 30–34 g           | DD          |
| Gerbillus      |         | Gerbillus pulvinatus   | Rhoads, 1896                               | myszoskoczka pulchna        | gatunek monotypowy | Dżibuti, południowo-zachodnia Etiopia i północno-zachodnia Kenia; być może południowo-wschodni Sudan Południowy | DC: 8,6–10,5 cm DO: 11,8–14,5 cm MC: brak danych   | LC          |
| Gerbillus      |         | Gerbillus dunni        | O. Thomas, 1904                            | myszoskoczka somalijska     | gatunek monotypowy | stepy i suche sawanny w Erytrei, Etiopii, Dżibuti i Somalii | DC: 9,3–10,2 cm DO: 13–14,3 cm MC: 34–41 g         | LC          |
| Gerbillus      |         | Gerbillus rosalinda    | St. Leger, 1929                            | myszoskoczka sudańska       | gatunek monotypowy | znany z klku miejsc w środkowym Sudanie (obszar Kordofan) i zachodnio-środkowej Somalii | DC: 8,7–10,6 cm DO: 10,5–13 cm MC: 20–35 g         | LC          |
| Gerbillus      |         | Gerbillus gleadowi     | J.A. Murray, 1886                          | myszoskoczka indyjska       | gatunek monotypowy | dolina Indusu w Pakistanie (Pendżab i Sindh) i półncono-zachodnich Indiach (Radżastan i Gudźarat) | DC: 7,5–10,2 cm DO: 11,8–15 cm MC: 20–28 g         | LC          |
| Dipodillus     |         | Gerbillus simoni       | Lataste, 1881                              | myszoskocz krótkoogonowy    | gatunek monotypowy | północno-wschodnie Maroko, północna Algieria, Tunezja, północno-zachodnia i północno-wschodnia Libia i przybrzeżny Egipt (na zachód od Delty Nilu)                                                                                           | DC: 6,9–10,3 cm DO: 5,7–9,6 cm MC: 12–22 g         | LC          |
| Dipodillus     |         | Gerbillus maghrebi     | Schlitter & Setzer, 1972                   | myszoskocz naskalny         | gatunek monotypowy | endemit Maroka (między południową częścią gór Rif a górami Atlas Średni) | DC: 10,6–11,9 cm DO: 10,2–11,1 cm MC: 34–58 g      | LC          |
| Dipodillus     |         | Gerbillus dasyurus     | (J.A. Wagner, 1842)                        | myszoskocz arabski          | gatunek monotypowy | południowa Turcja, Syria, Liban, Izrael, Palestyna, Jordania, Egipt (Synaj), Irak i Półwysep Arabski; zakres wysokości: 500–2000 m n.p.m. | DC: 7–11 cm DO: 8,5–14 cm MC: 15–35 g              | LC          |
| Dipodillus     |         | Gerbillus campestris   | Levaillant, 1857                           | myszoskocz okazały          | gatunek monotypowy | Afryka Północna (Maroko do Egiptu), rozłączne populacje na Saharze i Subsaharze (północna Mauretania, Mali, Niger, Czad i Sudan) | DC: 9,9–11,2 cm DO: 11,8–15,3 cm MC: 21–38 g       | LC          |
| Dipodillus     |         | erbillus rupicola      | Granjon, Aniskin, Volobouev & Sicard, 2002 | myszoskocz urwiskowy        | gatunek monotypowy | endemit Mali (znany z 2 miejsc na południe od rzeki Niger) | DC: 9,5–10,6 cm DO: 13,6–14,2 cm MC: 31–39 g       | LC          |
| Dipodillus     |         | Gerbillus mackilligini | (O. Thomas, 1904)                          | myszoskocz nubijski         | gatunek monotypowy | suche pustynie od południowo-wschodniego Egiptu i północno-wschodniego Sudanu; zakres wysokości: do 750 m n.p.m. | DC: 7,2–8,6 cm DO: 9,9–13,8 cm MC: brak danych     | LC          |
| Dipodillus     |         | Gerbillus jamesi       | D.L. Harrison, 1967                        | myszoskocz reliktowy        | gatunek monotypowy | endemi Tunezji (znany tylko z miejsca typowego w obszarze pomiędzy Bouficha i Enfidha) | DC: około 7,9 cm DO: około 10,5 cm MC: brak danych | DD          |
| Dipodillus     |         | Gerbillus somalicus    | O. Thomas, 1910                            | myszoskocz somalijski       | gatunek monotypowy | znany tylko z 2 miejsc Dżibuti i północnej Somalii | DC: 8,2–9 cm DO: 11,2–12,4 cm MC: brak danych      | DD          |
| Dipodillus     |         | Gerbillus lowei        | O. Thomas & Hinton, 1923                   | myszoskocz darfurski        | gatunek monotypowy | endemit Sudanu (znany tylko z kilku miejsc w Dżabal Marra); zakres wysokości: do 2300 m n.p.m. | DC: 8,9–11,3 cm DO: 14,1–15,8 cm MC: 32–40 g       | DD          |
| Dipodillus     |         | Gerbillus stigmonyx    | Heuglin, 1877                              | myszoskocz chartumski       | gatunek monotypowy | endemit Sudanu (kilka miejsc wzdłuż Nilu Białego od Chartumu do El Kowy | DC: 8,6–9,5 cm DO: 9,7–10,6 cm MC: brak danych     | DD          |
| Dipodillus     |         | Gerbillus bottai       | Lataste, 1882                              | myszoskocz nilowy           | gatunek monotypowy | endemit Sudanu (pomiędzy rzekami Nil Biały a Nil Błękitny, na południe od Chartumu) | DC: 8,3–9,2 cm DO: 10,1–11 cm MC: 19–26 g          | DD          |
| Dipodillus     |         | Gerbillus harwoodi     | O. Thomas, 1901                            | myszoskocz masajski         | gatunek monotypowy | południowo-środkowa Kenia i północno-środkowa Tanzania | DC: 6–8,9 cm DO: 8,5–11,2 cm MC: około 14 g        | LC          |
| Incertae sedis |         | Gerbillus burtoni      | F. Cuvier, 1838                            | myszoskoczka reliktowa      | gatunek monotypowy | endemit Sudanu (obszar Darfuru) | DC: brak danych DO: brak danych MC: brak danych    | DD          |
| Incertae sedis |         | Gerbillus mauritaniae  | (Heim de Balsac, 1943)                     | myszoskoczka mauretańska    | gatunek monotypowy | endemit Mauretanii (znany z miejsca typowego w regionie Aoukar) | DC: około 5,5 cm DO: około 7,5 cm MC: brak danych  | NE          |

Kategorie IUCN:  LC  – gatunek najmniejszej troski,  VU  – gatunek narażony,  EN  – gatunek zagrożony,  DD  – gatunki o nieokreślonym stopniu zagrożenia;  NE  – gatunki niepoddane jeszcze ocenie.
Opisano również gatunki wymarłe:
- Gerbillus bibersoni Geraads, 1995[24] (Maroko; pliocen)
- Gerbillus abdallahi Tong Haiyan, 1989[25] (Maroko; plejstocen)[25][26]
- Gerbillus grandis Tong Haiyan, 1989[25] (Maroko; plejstocen)[25][26]
- Gerbillus jebileti Tong Haiyan, 1989[25] (Maroko; plejstocen)[25][26]
- Gerbillus minutus Tong Haiyan, 1989[25] (Maroko; plejstocen)[25][26]
- Gerbillus ochrae Tong Haiyan, 1989[25] (Maroko; plejstocen)[25][26]
- Gerbillus robustus Tong Haiyan, 1989[25] (Maroko; plejstocen)[25][26]

## Historia ekspansji rodzaju
Pojawienie się rodzaju Gerbillus zbiega się z okresem mioceńsko-plioceńskiej ekspansji afrykańskich suchych biomów. Odkryte kopalne ślady występowania Gerbillus dokumentują rozprzestrzenienie przedstawicieli rodzaju na dużym obszarze: Chińska Republika Ludowa (wczesny plejstocen), Indie (plejstocen), Afryka (środkowy pliocen–wczesny plejstocen). Najstarszym poznanym przodkiem gryzoni z rodzaju był Debruijnimys, którego szczątki datowane na wczesny pliocen odkryto w Hiszpanii, a oceniane na późny pliocen w północnej Afryce.